# Heptaceras hyllebergi
Heptaceras hyllebergi är en ringmaskart som beskrevs av Nateewathana 1988. Heptaceras hyllebergi ingår i släktet Heptaceras och familjen Onuphidae. Inga underarter finns listade i Catalogue of Life.